# Patterson-Methode
Die Patterson-Methode ist ein Verfahren zur Lösung des Phasenproblems der Röntgenbeugung. Sie geht zurück auf Lindo Patterson (1902–1966), der die Methode 1934 einführte.

## Beschreibung
Die Patterson-Methode ist definiert als die Fouriertransformierte der Betragsquadrate der Strukturfaktoren {\displaystyle F}. Lindo Patterson selbst nannte sein Verfahren deshalb die {\displaystyle |F|^{2}}-Reihe. Sie liefert dabei nicht direkt die Positionen der Atome in der Elementarzelle, sondern interatomare Vektoren: die Länge des Vektors ist der interatomare Abstand, die Richtung die interatomare Richtung. Die Stärke des Beugungsreflexes hängt ab von der Elektronenzahl der beiden beteiligten Atome: je größer die Elektronenzahl, desto stärker der Reflex.
In der Kristallstrukturanalyse wird die Patterson-Methode deshalb bevorzugt eingesetzt, wenn die Kristallstruktur aus wenigen Schweratomen und vielen Leichtatomen besteht. Die höchsten Reflexe des Diffraktogramms geben dann die interatomaren Vektoren zwischen den Schweratomen an. Ist die Lage der Schweratome bestimmt, so kann ihr partieller Strukturfaktor ermittelt und vom errechneten Strukturfaktor abgezogen werden. Auf diese Weise kann dann auch die Lage der übrigen Leichtatome bestimmt werden.

## Patterson-Funktion

### Definition
{\displaystyle P(U,V,W)={\frac {1}{V_{EZ}}}\sum _{h=-\infty }^{\infty }\sum _{k=-\infty }^{\infty }\sum _{l=-\infty }^{\infty }|F(hkl)|^{2}\cdot {\text{exp}}[-2\pi {\text{i}}(hU+kV+lW)]}
mit
- {\displaystyle V_{EZ}} = Volumen der Elementarzelle
- {\displaystyle F(hkl)} = indizierter Strukturfaktor
  - {\displaystyle h}, {\displaystyle k}, {\displaystyle l} = Laue-Indizes
- {\displaystyle U,V,W} = Ortsvektor innerhalb der Elementarzelle
- {\displaystyle i} = imaginäre Einheit.

Nach dem Faltungstheorem der Fouriertransformation kann man die Pattersonfunktion auch schreiben als Paarkorrelationsfunktion:
{\displaystyle P(U,V,W)=P(\mathbf {U} )=\int \limits _{0}^{a}\int \limits _{0}^{b}\int \limits _{0}^{c}\rho (\mathbf {R} )\rho (\mathbf {R+U} ){\text{d}}\mathbf {R} }
mit
- {\displaystyle \rho (x)} = Elektronendichte am Ort x.

### Eigenschaften
- Wenn die Struktur aus {\displaystyle N} Atomen besteht, dann sagt die Patterson-Funktion {\displaystyle N^{2}} Beugungsreflexe voraus.
- Die Translationssymmetrie der Elektronendichte und der Patterson-Funktion sind gleich. In anderen Worten: beide Elementarzellen sind gleich groß; allerdings hat die Elementarzelle der Elektronendichte {\displaystyle N} Peaks, die der Patterson-Funktion {\displaystyle N^{2}} Peaks.
- Das Maximum der Patterson-Funktion ist immer am Ursprung (0,0,0) und stellt den interatomaren Vektor eines Atoms mit sich selbst dar.
- Die Patterson-Funktion ist immer zentrosymmetrisch, selbst wenn die Kristallsymmetrie und damit die Elektronendichte nicht zentrosymmetrisch ist. Wenn es einen Vektor zwischen den Atomen A und B gibt, dann gibt es auch den umgekehrten Vektor zwischen B und A.
- Die Patterson-Reflexe aus der Fouriertransformation der Betragsquadrate der Strukturfaktoren sind viel weniger scharf als die Reflexe aus der Fouriertransformation der Strukturfaktoren (vgl. folgender Abschnitt).

### Geschärfte Patterson-Funktion
Weil die normale Patterson-Funktion viele unscharfe Reflexe liefert, werden häufig geschärfte Patterson-Funktionen eingesetzt (englisch: sharpened Patterson functions), die zu schärferen Reflexen führen. Meistens beruhen diese Verfahren auf normalisierten Strukturfaktoren {\displaystyle E}. Diese {\displaystyle E}-Werte sind von den Strukturfaktoren {\displaystyle F} abgeleitet, so dass sie Punktatomen bzw. Atomen im Ruhezustand entsprechen; sie enthalten also eine Korrektur der thermischen Bewegung. Die geschärfte Patterson-Funktion wird dann als Fouriertransformation von {\displaystyle \left|E\right|^{2}} oder besser {\displaystyle \left|EF\right|} berechnet.
In der Literatur erscheinen regelmäßig auch andere Methoden, um scharfe Patterson-Reflexe bildlich zu erzeugen.

## Harkerschnitte und -linien
Die ursprüngliche Veröffentlichung von Patterson aus dem Jahr 1934 bezog sich auf das trikline Kristallsystem, also die niedrigste Symmetrie.
David Harker erweiterte das Konzept der Patterson-Methode, indem er die Symmetrieoperationen höherer Raumgruppen einbrachte. Dabei stellte er fest, dass man oft nur ein- oder zweidimensionale Fouriertransformationen durchführen muss, um die relevante Strukturinformation zu erhalten. Dies war in Zeiten ohne elektronische Computer sehr vorteilhaft, weil die dreidimensionale Fouriertransformation sehr rechenintensiv ist.
Auch heute noch werden bei großen Kristallstrukturen (Proteinkristalle) die eindimensionalen Harkerlinien und zweidimensionalen Harkerschnitte verwendet.

## Fragmentsuche
Wie oben erklärt, eignet sich die Patterson-Methode nur schlecht, wenn die Kristallstruktur ausschließlich aus Leichtatomen besteht, wie z. B. bei organischen Molekülen.
Wenn jedoch die Molekülstruktur bekannt ist, kann die Fragmentsuche angewandt werden; dabei muss nicht das komplette Molekül bekannt sein, ein großes Molekülfragment reicht aus. Die Molekül(fragment)struktur kann durch quantenchemische Berechnungen erhalten oder von bekannten Molekülfragmenten aus Datenbanken abgeleitet sein.
Bei der Fragmentsuche wird zuerst die Patterson-Funktion der Röntgenintensitäten berechnet. Danach wird das Molekülfragment (bzw. die intramolekularen Abstandsvektoren des Fragments) solange gedreht und verschoben, bis es optimal in die Patterson-Landkarte passt. Für dieses Verfahren sind verschiedene Computeralgorithmen entwickelt worden.